# Bengt Walden
Bengt Walden, född 16 april 1973 i Nacka, är en svensk-amerikansk rodelåkare som sedan 2007 tävlar för USA. I Sverige tävlade han för Saltsjöbadens RK.
Walden har deltagit i fyra OS. I Lillehammer 1994, Nagano 1998 och Salt Lake City 2002 tävlade han för Sverige, med en 23:e plats i Salt Lake City som bästa resultat. Han tävlade för USA i OS i Vancouver 2010 och blev 15:e.
År 2007 gifte Walden sig med den amerikanska rodelåkaren Ashley Hayden. Samtidigt bytte han medborgarskap och bor numera i Lake Placid och tävlar för USA. 
I VM har han slutat på en 9:e plats 2004.

## Externa hänvisningar
- Bengt Walden - usaluge.org
- Bengt Walden på Sveriges Olympiska Kommittés webbplats